# کانر مک لوگلین
کانر مک لوگلین (انگلیسی: Conor McLaughlin؛ زادهٔ ۲۶ ژوئیهٔ ۱۹۹۱) بازیکن فوتبال اهل بریتانیا است.
از باشگاه‌هایی که در آن بازی کرده‌است می‌توان به باشگاه فوتبال پرستون نورث اند، باشگاه فوتبال شروزبری تاون، و باشگاه فوتبال فلیتوود اشاره کرد.
وی همچنین در تیم‌های ملی فوتبال Northern Ireland national under-16 football team, Northern Ireland national under-17 football team, Northern Ireland national under-19 football team، زیر ۲۱ سال ایرلند شمالی، و ایرلند شمالی بازی کرده‌است.